# ドッグス・ダムール
ドッグス・ダムール (The Dogs D'Amour) は、イギリスのブルージーなハードロックバンド。

1983年、ロンドンで結成された。様々なメンバー構成を経ているが、唯一不変なのはボーカルのタイラである 。
彼らの音楽は、ローリング・ストーンズ、フェイセズ、グラムパンクをミックスしたものと評されている。
1989年にリリースした『A Graveyard of Empty Bottles』は全英アルバムチャートで16位、シングル「サテライト・キッド」は全英シングルチャートで26位を獲得した。
1991年、バンドはステージ上で解散したが、1990年代初頭に6枚目のスタジオ・アルバム『More Unchartered Heights of Disgrace』をリリースするために一時的に再結成された。しかしこの後、最も有名だった時代のバンドは活動を止めた。
2000年に短期間の再結成とアルバムのリリースがあったが、以降の2000年代、タイラが行なっていたドッグス・ダムール名義での活動は、以前のメンバー構成とは大きく異なるものである。

2012年12月、黄金期のメンバーである、タイラ、ジョー・ドッグ・アルメイダ、スティーブ・ジェイムズ、バンは、癌と闘っていた長年の友人であり、元バンドメンバーのポール・ホーンビィを支援するため、一連の慈善コンサートを行うために再結成することに同意した。ホーンビィは2015年7月7日に死去した。
2013年1月、バンドはフロリダでEPをレコーディングし、イギリスとスペインでのライブ日程を発表した。

## ディスコグラフィー

### アルバム
- The State We're In (1984)
- ダイナマイト・ジェット・サルーン (1988)
- エロール・フリン (1989)
- ストレイト (1990)
- ...More Unchartered Heights of Disgrace (1993)
- ハッピー・エヴァー・アフター (2000)
- Seconds (2000)
- When Bastards Go To Hell (2004)
- Let Sleeping Dogs... (2005)
- In the Dynamite Jet Saloon MMX (2011)
- Graveyard of Empty Bottles MMXII (2011)

### ライブアルバム
- Unleashed (Dogs D'Amour album)|Unleashed (2006)
- Swinging The Bottles - The BBC Radio Sessions (2017)

### コンピレーション
- (Un)authorized Bootleg Album (1988)
- Dogs Hits & Bootleg Album (1991)
- Skeletons: The Best Of... (1997)
- Heart Shaped Skulls (best of '88-'93) (2004)

### EP
- The Dogs D'Amour (1988)
- A Graveyard of Empty Bottles (1989)
- Blame It On Us (1992)
- All or Nothing - The EP (1993)
- Cyber Recordings (2013)